# Fundamentalism
Fundamentalism är ett återvändande till vad man uppfattar som en religions eller ideologis grundläggande och ursprungliga lära, och utgör ett avståndstagande från upplevda kompromisser förorsakade av moderna religiösa, etiska, vetenskapliga och politiska idéer. Begreppet sammanblandas ofta med fanatism, extremism, traditionalism, sekterism och konservatism. En anhängare av fundamentalism kallas fundamentalist.
Fundamentalism var ursprungligen beteckningen på den bibelfundamentalistiska rörelsen; en amerikansk bibeltrogen kristen kalvinistisk rörelse, ofta associerad med den evangelikala rörelsen, som var en reaktion mot religiös modernism, liberalteologi, vetenskaplig bibelkritik, evolutionsteorin och annat sekulärt inflytande över det religiösa tänkandet. Den bibelfundamentalistiska rörelsen var även en uppgörelse med religiösa traditioner som saknar biblisk grund. Man vill söka sig tillbaka till grunden - fundamentet.
Begreppet fundamentalism har emellertid allt mer kommit att få betydelsen bokstavstrogen och dogmatisk, ofta i nedsättande betydelse, och appliceras idag även på andra religiösa och ideologiska inriktningar. I uttrycket islamistisk fundamentalism, som ofta används synonymt med islamism, har begreppet dessutom fått en politisk betydelse, nämligen att religiösa dogmer i hög grad appliceras på ett samhälle. 
Richard Dawkins använder termen fundamentalism för att karakterisera religiösa förespråkare som klamrar sig fast vid en envis och fast förankrad ställning som trotsar motiverade argument. Andra i sin tur, såsom den kristna teologen Alister McGrath, har använt begreppet fundamentalism för att karakterisera ateismen som dogmatisk.

## Historia
Begreppet "fundamentalism" uppstod vid Niagara Bible Conference, där man försökte definiera vad som var fundamentalt eller grundläggande för kristen tro. 
Namnet anknyter även till en samling böcker, The Fundamentals, som gavs ut i början av 1900-talet i USA och som behandlade samma frågor. Genom en donation kom böckerna att spridas i stora upplagor och fick ett stort inflytande i delar av den amerikanska kristenheten. Böckerna innehöll artiklar från flera av dåtidens kända och centrala förkunnare som BB Warfield och Harry Ironside. Budskapet var konservativt, men knappast att uppfatta som extremt. Att vara fundamentalist ansågs allmänt som positivt. Som ett resultat av böckerna uppstod under 1910- och 20-talen många konferenser och mötesserier dit människor samlades och ur dessa möten växte så småningom den så kallade fundamentalistiska rörelsen fram. Dess kännetecken var inte bara konservativ kristen tro utan även en stark betoning på separatism. 
Rörelsen uppstod i samma tidsperiod som pingströrelsen och berörde samma kretsar men beroende på skilda synsätt på bland annat Andedopet och nådegåvorna, kom den fundamentalistiska rörelsen att hamna i stark polemik mot den frambrytande pingströrelsen. Den tidiga antagonismen mellan fundamentalism och pingstväckelse kom med tiden att avta i USA, och när andra världskriget var över hade de tidigare så tydliga gränserna börjat suddas ut. .
Till sitt ursprung är alltså ordet "fundamentalism" kristet. Och det är genom en sentida betydelseförändring som vi börjat tala om muslimska fundamentalister eller politiska fundamentalister. Syftningen är då inte bara en tro på grunderna utan även en separatism och en tanke på exklusivitet.
I denna mening kan fundamentalism syfta på:
1. Tro på en läras ofelbarhet, se sanning.
2. En kristen protestantisk riktning som betonar Bibelns ofelbarhet i alla slags frågor. Se kristen fundamentalism.
3. Riktning inom islam som ofta används synonymt med islamism, viljan att bilda en islamisk stat. Man vill skapa ett samhälle efter religiösa principer (i.e. efter Sharialagarna). Se muslimsk fundamentalism. Exempel på en person inom muslimsk fundamentalism som också benämnts islamist är Sayyid Qutb (1906-1966).
4. Skällsord för rigid och kompromisslös hållning i allmänhet, se bokstavstro.